# Чемпионат СССР по лыжным гонкам 1971
43-й лично-командный чемпионат СССР по лыжным гонкам на XXXVII Празднике Севера проводился в Мурманске с 27 по 2 апреля 1971 года. Соревнования проводились по семи дисциплинам — гонки на 15, 30 и 50 км, эстафета 4×10 км (мужчины), гонки на 5 и 10 км, эстафета 4х5 км (женщины).

## Медалисты

### Мужчины
|                  | Золото                                                               | Серебро                                                                    | Бронза                                                                     |
| ---------------- | -------------------------------------------------------------------- | -------------------------------------------------------------------------- | -------------------------------------------------------------------------- |
| Гонка на 15 км   | Воронков Владимир Вооружённые Силы Москва                            | Скобов Юрий Вооружённые Силы Киров                                         | Веденин Вячеслав «Динамо» Москва                                           |
| Гонка на 30 км   | Симашев Фёдор «Динамо» Москва                                        | Воронков Владимир Вооружённые Силы Москва                                  | Пронин Иван «Труд» Сыктывкар                                               |
| Гонка на 50 км   | Гаранин Иван «Енбек» Рудный                                          | Симашев Фёдор «Динамо» Москва                                              | Веденин Вячеслав «Динамо» Москва                                           |
| Эстафета 4х10 км | «Труд» Куренышев Юрий Пронин Иван Дулесов Геннадий Гизатуллин Баязит | «Труд» Ольховский Вениамин Грошев Александр Горобей Николай Попов Владимир | «Спартак» Ильин Геннадий Кунцевич Ричард Теребов Николай Бабиков Александр |

### Женщины
|                 | Золото                                                                | Серебро                                                                        | Бронза                                                                 |
| --------------- | --------------------------------------------------------------------- | ------------------------------------------------------------------------------ | ---------------------------------------------------------------------- |
| Гонка на 5 км   | Федорова Нина «Труд» Ленинград                                        | Кулакова Галина «Труд» Ижевск                                                  | Шебалина Нина «Спартак» Ленинград                                      |
| Гонка на 10 км  | Кулакова Галина «Труд» Ижевск                                         | Федорова Нина «Труд» Ленинград                                                 | Романько Нина «Динамо» Сумы                                            |
| Эстафета 4х5 км | «Труд» Федорова Нина Олюнина Алевтина Мухачева Любовь Кулакова Галина | Вооружённые Силы Пилюшенко Галина Посникова Татьяна Ачкина Рита Доронина Лидия | «Спартак» Машковцева Людмила Фирстова Нина Селюнина Нина Шебалина Нина |

Лично-командный чемпионат СССР (10-й) в лыжной гонке на 70 км среди мужчин проводился в Кандалакше 11 апреля 1971 года.

### Мужчины (70 км)
|                | Золото                                    | Серебро                     | Бронза                           |
| -------------- | ----------------------------------------- | --------------------------- | -------------------------------- |
| Гонка на 70 км | Воронков Владимир Вооружённые Силы Москва | Гаранин Иван «Енбек» Рудный | Веденин Вячеслав «Динамо» Москва |